# Hanna El Hajj z Dlebty
Hanna El Hajj z Dlebty (ur. 1 listopada 1817, zm. 24 grudnia 1898) – duchowny katolicki kościoła maronickiego, w latach 1890–1898 71. patriarcha tego kościoła - "maronicki patriarcha Antiochii i całego Wschodu".